# Fort Stockton
Fort Stockton är administrativ huvudort i Pecos County i Texas.  Enligt 2010 års folkräkning hade Fort Stockton 8 283 invånare.